# Fondo buitre
Un fondo buitre (en inglés, vulture fund o holdout) es un fondo de capital riesgo o fondo de inversión libre que invierte en una deuda pública de una entidad que se considera cercana a la quiebra. Según el periodista Arcadio Oña, el modus operandi de los fondos buitre consiste simplemente en comprar en el mercado deuda de Estados y empresas al borde de la quiebra, a un porcentaje muy inferior al de su valor nominal (su valor facial), y luego litigar o presionar por el pago del 100 % de este valor. En otras palabras, mediante la especulación financiera, los fondos buitre compran títulos de deuda de los países en una situación económica difícil, a precio muy bajo para luego litigar en los foros internacionales e intentar cobrar la totalidad del valor de esos bonos.
Como marco de fondo debe recordarse que el 10 de marzo de 1989, el secretario del Tesoro de los Estados Unidos de América, Nicholas Brady, modificó la política de este país respecto a la deuda internacional. Bajo la nueva política, conocida como Plan Brady, se instó a los prestamistas para que, de manera voluntaria, condonaran parte de la deuda no atendida por los países menos desarrollados, reestructuraran el saldo de la deuda que quedaba pendiente de pago y otorgaran préstamos adicionales a esos países.

## Historia previa
El cobro de las deudas soberanas era rara hasta la década de 1950, cuando la inmunidad soberana de los emisores públicos fue restringida. [8] Esta tendencia fue desarrollada debido a la larga historia de impagos a los acreedores comerciales por parte de los gobiernos emisores con muchísima impunidad. Las acciones legales de cobro de la deuda soberana se iniciaron en la década de 1950. Un ejemplo fue la congelación de las reservas de oro de Brasil en poder de la Reserva Federal.
La práctica de inversión en deudas soberanas con la intención de demandar también se restringió debido a leyes especiales y por el hecho de que la mayor parte de las deudas soberanas eran acumulables. En virtud de las Doctrinas de Champerty, era ilegal en Inglaterra y los Estados Unidos comprar una deuda con la única intención de litigar sobre ella.  La distinción que si la deuda fue adquirida para efectuar una recuperación o facilitar la inversión, la doctrina no era prohibida. La mayoría de las jurisdicciones han eliminado esta doctrina arcaica. 
Del mismo modo, la deuda soberana con acreedores comerciales a finales de 1980 se llevó a cabo principalmente por los complejos bancarios. Este fue el resultado de la crisis de los petrodólares de la década de 1970, cuando los ingresos petroleros se reciclaron en los préstamos bancarios. La sindicación de deuda entre los bancos hizo recuperación poco práctica, como un fondo, con la intención de litigar. 
En los ochenta los esfuerzos de reprogramación de la deuda en América Latina crearon muchos instrumentos nuevos y fácilmente comercializados como bonos Brady que trajeron nuevos jugadores en el mercado, incluidos los bancos y fondos de cobertura. Los acreedores originales luego escribieron sus posiciones y vendieron la deuda en el mercado secundario, que es un mercado compuesto por bancos y fondos de inversión centrados en la compra con descuentos para lograr una rentabilidad por encima del mercado en sus inversiones. 
En este proceso, la cantidad de deuda se recompró y convertida en moneda local por los emisores soberanos de países en los programas de conversión de deuda oficiales diseñados para atraer la inversión, y en los países gravemente endeudados a través del Banco Mundial recompra financiados. El resultado es que las viejas estructuras se rompieron y muchas deudas recalcitrantes estaban disponibles para su compra con descuentos que superan el 80% del valor de capital nominal.

## Metodología
El nombre es una metáfora que identifica a estos inversores de estos fondos con los buitres al sobrevolar pacientemente, esperando para lanzarse sobre los restos de una compañía que se debilite rápidamente; o, en el caso de las deudas soberanas, de un país deudor. Los operadores de mercado prefieren evitar esta denominación con denotación negativa, y en su lugar los llaman distressed debt o «fondo de situaciones especiales» (special situations funds, en inglés). La presidenta argentina, Cristina Fernández de Kirchner, en ocasión de una disputa con un fondo buitre que culminó con el secuestro de la Fragata Libertad en un puerto extranjero, afirmó que «los buitres son las aves que comienzan a volar sobre los muertos; los fondos buitre sobrevuelan sobre países endeudados y en default. Son depredadores sociales globales.»
Los fondos buitre no solamente compran deudas de deudores corporativos, sino también de deudas soberanas estatales. Ese es el reciente caso de Argentina, por ejemplo, en el que los fondos buitre adquirieron una porción de la deuda pública externa a bajos precios [cita requerida](a veces sólo el 20 % de su valor nominal), e intentaron que les pagaran cuando explotó la crisis económica argentina de 2001. Un solo fondo buitre administrado por Kenneth B. Dart, heredero de la fortuna de la Dart Container, reclamó 700 millones de dólares en un juicio contra el gobierno argentino.
Elliott Associates tiene un largo historial de compra de deudas con el propósito de entablar juicios contra ellas. Según la legislación de Nueva York, jurisdicción en que se dirime el juicio de los fondos buitres contra Argentina, es ilícito comprar deuda con la intención y el propósito de litigar contra ella (N.Y. JUD. LAW § 489: NY Code – Section 489: Purchase of claims by corporations or collection agencies). Sin embargo, hasta ahora, de un modo u otro, estas organizaciones han logrado evadir la condena prevista en la norma.
Jay Newman, experto en la compra de deuda soberana de países en desarrollo y Michael Strauss asesoraron a Water Street en lo concerniente a las compras de instrumentos de deuda de Polonia, Ecuador, Costa de Marfil, Panamá y Congo, garantizadas por los respectivos Estados. Posteriormente, Water Street entabló demandas contra cada uno de esos Estados con el objeto de obtener el pago íntegro de la deuda que había comprado. Strauss actuó como apoderado judicial de Water Street en cada uno de estos litigios. En mayo de 1995, los inversionistas de Water Street decidieron liquidar el fondo y Jay Newman “colaboró activamente en la liquidación de Water Street”. Michael Strauss se había familiarizado con los elementos de la práctica de champerty (mediación interesada de parte indebida en litigio). Los clientes de Strauss fueron culpados de aplicar la Doctrina Champerty  en los casos Banque de Gestion Privee-SIB contra la República de Paraguay, Suplemento de Fallos Federales, Vol. 787, pág. 53 (Distrito Sur de Nueva York); Water St. Bank and Trust Ltd. contra la República del Congo, acción civil 94-1894 (juez SS) (Distrito Sur de Nueva York); y Water St. Bank and Trust Ltd. contra la República de Polonia, acción civil 95-0042 (juez LAP) (Distrito Sur de Nueva York). Adicionalmente, Strauss conocía el caso de CIBC Bank and Trust Company (Cayman) Ltd., contra Banco Central do Brasil, Suplemento de Fallos Federales, Volumen 886, pág. 1105 (Distrito Sur de Nueva York) en que el demandado adujo la existencia de la práctica de champerty.

## Concepto deholdout
En finanzas, se llama también a los fondos buitre como holdouts (del inglés to hold out, quedarse fuera), en referencia a la acción que realiza el tenedor de bonos de deuda pública que se mantiene por fuera de una negociación de amortización, en el marco de una reestructuración de dicha deuda provocada por una situación de cesación de pagos o default. 
Cuando la entidad emisora de títulos de deuda se encuentra en o cerca de un estado de suspensión de pagos, la misma hace una oferta pública de canje de dicha deuda, en un intento de reestructurar el tiempo o la forma de amortización. Dicho canje requiere que los bonistas acepten el porcentaje mínimo ofrecido por la deuda pendiente. Sin embargo, si los términos y condiciones de los títulos así lo admiten, los bonistas pueden no aceptar la oferta propuesta y quienes así lo hacen -los holdouts- mantienen su derecho a reclamar el pago de los bonos a su valor nominal, es decir por el que los compraron.
Ello, a su vez, puede trastornar el proceso de reestructuración, creando una situación identificada como "el problema de los holdouts". El problema de los holdouts es visto como una forma de especulación ya que éstos apuestan a que la reestructuración de la deuda se llevará a cabo a pesar de no haber dado su consentimiento, lo que potencialmente aumentaría las posibilidades de efectivamente obtener el pago al valor nominal, mientras que los bonistas que aceptaron obtendrían un pago menor de acuerdo a los términos de la negociación. En cambio, si la reestructuración no se lleva a cabo, entonces no se obtiene ganancia alguna.

## Historial de litigios
El Banco Mundial estima que más de un tercio de los países que han cumplido los requisitos de sus respectivos programas de reestructuración de deuda soberana han sido blanco de al menos 26 fondos buitres. Estos buitres han logrado cobrar hasta un total de 1000 millones de dólares en deudas soberanas. Muchos países prohíben que los fondos buitres puedan demandar ante sus cortes el cobro de esas deudas, pero quedan todavía algunas jurisdicciones, como la Isla de Jersey y las Islas Vírgenes Británicas.

### Perú
En diciembre de 1994, todos los acreedores que habían enjuiciado al Perú, después que este país entrara en suspensión de pagos con excepción de Pravin Banker Associates Ltd. desestimaron sus demandas como contraprestación de la Declaración de Suspensión formulada por el Perú en noviembre de 1992.
El 27 de octubre de 1995, el Perú y el Comité Asesor de Bancos para el Perú anunciaron públicamente un acuerdo en principio destinado a establecer un plan de reestructuración de la deuda acorde con el Plan Brady. Fue solo después de concretarse el acuerdo en principio, en enero de 1996, que Elliott comenzó a acumular la deuda materia de esta acción judicial.
Entre el 31 de enero y el 1 de marzo de 1996, el fondo Elliott Associates adquirió alrededor de 20 millones de dólares en títulos de la deuda soberana de Perú, pagando por estos títulos algo más de 11 millones de dólares. Entre enero y junio de 1996 se negoció la hoja de términos sobre la reestructuración de la deuda peruana. De los aproximadamente 180 acreedores elegibles para participar en la reestructuración de la deuda peruana, solo Elliott y Pravin Banker se rehusaron a hacerlo. Elliott Associates demandó luego a Perú en los tribunales de Nueva York, perdiendo en primera instancia pero ganando en segunda instancia. Cuando el Gobierno de Perú se aprestaba a girar los fondos para pagar a los acreedores que sí habían entrado al canje de la deuda reestructurada, este fondo buitre obtuvo una orden judicial de embargo contra ese dinero. De este modo, ya sin tiempo para apelar de dicha orden judicial, Perú se vio obligado a pagarle a Elliott Associates para no volver a caer en default soberano.
En este caso, el juez neoyorquino Robert W. Sweet, del Juzgado Federal de Primera Instancia para el Distrito Sur de Nueva York, relató en su sentencia como coordinaron el propietario de Elliott Associates Paul Singer y Jay Newman, un experto en comprar deudas en el tercer mundo y que había trabajado en Lehman Brothers y en Morgan Stanley. En la sentencia, el juez Sweet afirma que «Elliott Associates compró la deuda peruana con la intención y el propósito de entablar un juicio. Tal intención y tal propósito pueden inferirse de la estrategia de inversión utilizada por Elliott Associates, los antecedentes profesionales de las personas que se juntaron para materializar el proyecto de la deuda peruana, la dilatación —por parte de Elliott— del cierre de las operaciones de adquisición de la deuda.
Elliott conformó un equipo de inversión para la compra de deuda en los mercados emergentes, cuyos miembros fueron principalmente, Jay Newman, Andrew Kurtz (experimentado analista y administrador de cartera de Elliott), Paul Singer y Ralph Dellacamera (jefe de negociación de Elliott). Adicionalmente el equipo contrató los servicios de Michael Strauss, en calidad de asesor externo.

### Panamá
Elliott Associates también entabló demanda judicial contra la República de Panamá. Luego, ese juicio fue desestimado debido a que Water Street no cumplió con revelar al juzgado la identidad de sus inversionistas. En este litigio, Michael Strauss actuó como apoderado judicial de Elliott.

### Argentina
Tras la suspensión de pagos del 2001, el país ofreció en 2005 y 2010 un canje de la deuda argentina a sus acreedores. En ambos canjes se reducían los montos y se diferían los pagos, lo que fue aceptado por el 93% de los tenedores de bonos. Dos fondos buitre, NML Capital Ltd. y EM Ltd., iniciaron una demanda ante el juzgado de Thomas Griesa en Nueva York para cobrar la deuda sin quitas. A ellos se sumó el fondo Elliott Associates de Paul Singer en 2011. En noviembre de 2012 Thomas Griesa emitió un fallo a favor de los fondos buitre y ordenó que Argentina debía pagar la totalidad de lo reclamado, —algo más de US$ 1.330 millones de dólares. El fallo fue sostenido en forma unánime por la Corte de Apelaciones de Nueva York. Finalmente, la sentencia fue afirmada por la negativa de la Corte Suprema a revisar el caso.
En 2016, tras la asunción de Mauricio Macri, el gobierno decidió pagarles 9.300 millones USD a los fondos buitre, con el argumento de que permitiría salir al país del default en el que se encontraba.

### España
A raíz de la grave crisis financiera primero y después económica que estalló en 2008, los fondos buitres están adquiriendo activos a precios de saldo, tanto del Estado español, como de las comunidades autónomas y también de las entidades financieras. Por ejemplo, en febrero de 2013 el fondo buitre Cerberus se hizo con una cartera de 574 millones de euros en activos fallidos de particulares y pymes correspondientes al Banco Liberbank, surgido de la fusión de tres Cajas de Ahorro. Espera obtener una rentabilidad de 21,3 millones de euros.
A raíz de la prescripción de las deudas que se producirá por la modificación del Código Civil el próximo 7 de octubre de 2020 están aumentando considerablemente el número de procedimientos judiciales iniciados por los fondos buitre.

## Puerto Rico
En 2015 el Estado asociado a los EE. UU. de Puerto Rico se declaró en default ya que no logró pagar los U$S 58 millones de intereses el primero de agosto, por lo que entró en cesación de pagos. Un grupo de fondos buitre, entre los que se encuentran Davidson Kempner y Aurelius Capital, rechazaron la decisión. Estos fondos tienen en sus manos U$S 4500 millones de deuda, y contrataron un grupo de exdirectores del Fondo Monetario, conformado por los argentinos Claudio Loser y José Fajgenbaum, junto con el ecuatoriano Jorge Guzmán para negar la posibilidad de una quita y proceder a embargar activos puertorriqueños.

## Uso de permutas de incumplimiento crediticio
Los fondos buitre suelen contratar permutas de incumplimiento crediticio (credit default swaps o CDS en inglés), que son similares a una póliza de seguro. Con este instrumento, obtienen una cobertura adicional en caso de una cesación de pagos o default por parte de un país deudor. Estos contratos de CDS pueden generar que los fondos buitre, además de especular con la cotización del bono de deuda, apuesten a la eventualidad de la cesación de pagos, obteniendo ingresos extra en caso de concretarse.